# Eu sunt Adam!
Eu sunt Adam! este un film românesc din 1996 regizat de Dan Pița. În rolurile principale joacă actorii Ștefan Iordache, Marius Stănescu și Cristian Iacob. Este bazat pe o nuvelă scrisă de Mircea Eliade.

## Distribuție
- Ștefan Iordache - profesorul de violoncel Adam
- Marius Stănescu - anchetatorul Dumitrescu / Alex
- Cristian Iacob - anchetator / Darvari
- Irina Movilă - Marina
- Costel Constantin - maiorul Iosif I. Iosif
- Rodica Dianu - tov. ministru Anca Vogel / matroana bordelului de „la țigănci”
- Dan Murariu
- Mihai Calin - nepotul profesorului, de profesie actor
- Daniela Nane - Oana